# I Am the Blues
Albums de Willie Dixon
Willie’s Blues
(1959) Hidden Charms
(1988)
I Am the Blues, sorti en 1970, est le second album studio du bluesman Willie Dixon à sortir sous son nom.

## L'album
Tous les titres ont été composés par Willie Dixon. Il réinterprète sur cet album des titres qu'il a composés pour d'autres musiciens de blues tels Muddy Waters ou Howlin' Wolf. Willie Dixon reprendra le titre de cet album comme titre de son autobiographie. En 1986, l'album est intronisé au Blues Hall of Fame de la Blues Foundation dans la catégorie « Enregistrements classiques du Blues ».

## Les musiciens
- Willie Dixon : voix, contrebasse
- Johnny Shines : guitare
- Clifton James : batterie
- Sunnyland Slim : piano
- Big Walter Horton : harmonica

## Les titres
| No | Titre                          | Durée |
| -- | ------------------------------ | ----- |
| 1. | Back Door Man                  | 6:12  |
| 2. | I Can't Quit You Baby          | 6:44  |
| 3. | The Seventh Son                | 4:18  |
| 4. | Spoonful                       | 4:58  |
| 5. | I Ain't Superstitious          | 4:07  |
| 6. | You Shook Me                   | 4:18  |
| 7. | (I'm Your) Hoochie Coochie Man | 4:52  |
| 8. | The Little Red Rooster         | 3:40  |
| 9. | The Same Thing                 | 4:40  |

## Informations sur le contenu de l'album
- Back Door Man a été écrit en 1961 pour Howlin' Wolf
- I Can't Quit You Baby a été écrit en 1956 pour Otis Rush
- The Seventh Son a été écrit en 1955 pour Willie Mabon
- Spoonful a été écrit en 1960 pour Howlin' Wolf
- I Ain't Superstitious a été écrit en 1962 pour Howlin' Wolf
- You Shook Me a été écrit en 1962 pour Muddy Waters
- (I'm Your) Hoochie Coochie Man a été écrit en 1954 pour Muddy Waters
- The Little Red Rooster a été écrit en 1961 pour Howlin' Wolf
- The Same Thing a été écrit en 1964 pour Muddy Waters